# Eleições gerais em Moçambique em 2024
As eleições gerais foram realizadas em Moçambique em 9 de Outubro de 2024 para eleger o presidente, os 250 membros da Assembleia da República, dez governadores provinciais e os membros das dez assembleias provinciais.
O partido no poder, a FRELIMO, que tem vindo a ser cada vez mais marcado por preocupações crescentes de autoritarismo e impunidade no meio das controvérsias em torno das eleições locais de 2023 e das eleições gerais de 2019, foi declarado vencedor das eleições, com o seu líder, Daniel Chapo, proclamado residente eleito. Isto foi contestado por Venâncio Mondlane, apoiado pelo partido PODEMOS, o qual alegou haver recebido 53% dos votos usando dados de seus observadores eleitorais. O resultado também foi questionado pela Conferência Episcopal de Moçambique e pela União Europeia, enquanto protestos violentos eclodiram sobre os resultados das eleições.

## Contexto
Como parte do processo de paz que pôs fim à Guerra Civil Moçambicana, realizaram-se as primeiras eleições multipartidárias em 1994; no entanto, a oposição condenou essas eleições por serem fraudulentas a favor da FRELIMO. Após as eleições autárquicas de 2023, protestos eclodiram devido a supostas fraudes por parte da FRELIMO, com a polícia matando pelo menos três manifestantes. As percepções públicas sobre as eleições foram silenciadas, uma vez que muitos encaram uma vitória da FRELIMO como um resultado preestabelecido

## Sistema eleitoral
O presidente é eleito por um sistema eleitoral a duas voltas. Os 250 membros da Assembleia da República são eleitos por representação proporcional em onze círculos eleitorais plurinominais baseados nas províncias do país e por maioria simples a partir de dois círculos eleitorais uninominais que representam cidadãos moçambicanos na África e na Europa. Os assentos nos círculos eleitorais plurinominais são atribuídos segundo o método d'Hondt, com um limite eleitoral de 5%. Os resultados oficiais são anunciados pela Comissão Nacional de Eleições (CNE) após 15 dias e devem ser posteriormente validados pelo Conselho Constitucional.
Foram levantadas questões sobre as discrepâncias no número total de eleitores registados, que é superior a 17 milhões. A organização não governamental Centro de Integridade Pública, citando dados publicados pelo CNE, disse que há 878.868 eleitores registados a mais do que adultos em idade de votar em algumas províncias, o que os leva a descrever 5% do eleitorado como "eleitores fantasmas". O Instituto Internacional para a Democracia e Assistência Eleitoral também observou a existência de “eleitores fantasmas” em sete das dez províncias do país, sendo que se acredita que até um terço da população eleitoral registada na província de Gaza seja inexistente.

## Candidatos
Em 5 de maio de 2024, após uma reunião do seu Comité Central, a FRELIMO nomeou Daniel Chapo, um professor de direito de 47 anos e antigo governador da província de Inhambane, como seu candidato nas eleições para suceder ao presidente cessante Filipe Nyusi. Chapo é o primeiro candidato presidencial da FRELIMO que nasceu depois de Moçambique ter conquistado a independência em 1975.
Na mesma data, o Movimento Democrático de Moçambique (MDM) elegeu o seu líder, Lutero Simango, para seu candidato nas eleições de outubro.
Outros candidatos incluem Ossufo Momade, líder do partido RENAMO desde 2018, que perdeu as eleições presidenciais de 2019 para Nyusi, e Venâncio Mondlane, um banqueiro e engenheiro florestal que concorreu como independente após se afastar da RENAMO na sequência de uma candidatura mal sucedida às eleições autárquicas de Maputo em 2023, marcada por alegações de fraude eleitoral. Mondlane foi apoiado pelo Partido Otimista pelo Desenvolvimento de Moçambique (PODEMOS), bem como a Aliança Democrática, uma coligação de partidos da oposição que foram impedidos de concorrer às eleições. Mondlane foi registado como candidato presidencial do partido PODEMOS para esta eleição. Também o presidente do partido PODEMOS, Albino Forquilha, disse que admitia a possibilidade de Mondlane vir a ser o líder do partido no futuro.

## Campanha
A campanha foi realizada de agosto a 6 de outubro. Tanto Chapo como Mondlane também fizeram passagens de campanha na vizinha África do Sul, apelando aos eleitores estrangeiros. Todos os três candidatos nomearam a resolução da insurgência em Cabo Delgado como a sua principal prioridade. Chapo era visto como o favorito para vencer a eleição. O candidato independente Venâncio Mondlane foi visto como o maior desafio para Chapo.

## Condução
A Comunidade de Desenvolvimento da África Austral enviou 52 observadores eleitorais para monitorizar as eleições. Foram também destacados observadores pela União Africana e pela União Europeia. No entanto, mais de 200 assembleias de voto negaram aos jornalistas e observadores o acesso ao processo de contagem de votos, tendo o grupo de vigilância eleitoral Sala da Paz declarado: "Houve casos significativos de ... irregularidades eleitorais que podem levantar questões sobre a credibilidade do processo." Ao mesmo tempo, e tal como em eleições anteriores, foram credenciados, nos dias anteriores à eleição, várias centenas de observadores do Conselho Nacional da Juventude (CNJ), uma organização controlada pelo Partido Frelimo, os quais foram acusados de realizarem propaganda ilegal pelo partido, subornarem membros das mesas de voto da oposição e interferirem no processo de votação.
A votação foi aberta às 07:00 e encerrada às 18:00. Os rivais de Chapo alegaram casos de fraude, como a abertura de urnas antes do final da votação e a recusa de acreditação a alguns dos seus representantes para monitorizar a votação.

## Contagem
O candidato da oposição, Venâncio Mondlane, declarou-se preventivamente vencedor.
Em 16 de outubro, os relatórios preliminares mostravam Chapo na liderança. Em 24 de outubro, o CNE anunciou que Chapo venceu a eleição com 71% dos votos, enquanto a participação foi de 43%. Disse também que o Partido Frelimo venceu todas as eleições provinciais e conquistou 195 dos 250 assentos no parlamento, com o PODEMOS a ganhar 31 assentos e a RENAMO 20. O partido PODEMOS contestou os resultados, publicandoa sua própria contagem paralela, baseada nos seus observadores eleitorais, que mostrou que Mondlane venceu com 53% dos votos e o partido conquistou 138 assentos. O partido forneceu cerca de 300 quilos de cédulas tabuladas para apoiar a sua contagem eleitoral.

## Consequências
Durante a contagem, no dia 11 de outubro, Venâncio Mondlane ameaçou lançar uma greve nacional se a FRELIMO declarasse vitória. No mesmo dia, observadores da União Europeia e do Parlamento Europeu exigiram que as autoridades eleitorais centrais divulgassem todos os detalhes da votação em todos os locais de votação. Apesar de disporem dos dados, as autoridades eleitorais centrais recusaram-se a fazê-lo. Os observadores da UE disseram mais tarde que houve “irregularidades durante a contagem e alterações injustificadas dos resultados eleitorais a nível de voto para a Assembleia da República nos distritos”. Mais tarde, Mondlane marcou o início da greve para 21 de outubro. No dia 16 de outubro, quatro pessoas foram detidas durante uma marcha liderada por Mondlane em Nampula. Observadores do Instituto Republicano Internacional, sediado nos Estados Unidos, também notaram casos de intimidação de eleitores, compra de votos e aumento do número de eleitores em redutos da FRELIMO.
Em 14 de outubro, Lutero Simango e o Movimento Democrático de Moçambique anunciaram que rejeitariam qualquer contagem oficial de votos devido a "muitas irregularidades e manipulações" e que contestariam oficialmente a eleição em tribunal. Um dos principais problemas que o MDM teve com a eleição é que um de seus eleitores foi preso sem acusação numa secção eleitoral em Ribáuè. O MDM também anunciou que estava a realizar uma contagem paralela de votos, que será divulgada quando o voto oficial for divulgado para comparação.
Em 16 de outubro, o Procurador-Geral de Moçambique convocou Venâncio Mondlane por violação da constituição moçambicana, argumentando que Mondlane e seus apoiantes cometeram "infrações eleitorais, irregularidades, crimes comuns e violações de normas ético-eleitorais". Mondlane reivindicou a vitória, o que o Procurador-Geral classificou como "incitação à violência, [e] desordem pública". Mondlane também está publicando os resultados da sua contagem paralela de votos, que o procurador-geral classificou como "comportamento que viola princípios e normas éticas e eleitorais".
Em 17 de outubro, o escritor angolano José Eduardo Agualusa criticou Venâncio Mondlane por "uma atitude de pouca maturidade democrática" e que Mondlane estava tentando "subverter a constituição". Agualusa também apelou ao governo no poder para responsabilizar Mondlane "por essas declarações" e que seu forte desempenho, embora não tenha vencido, foi "a grande revolução" da era atual e, como tal, ele precisa de ser mais responsável. Agualusa disse ainda que “a RENAMO, de facto, é a grande perdedora deste processo”.
A polícia moçambicana informou que no dia das eleições ocorreram 38 casos de crimes eleitorais que resultaram na prisão de 37 indivíduos. Também relatou 60 delitos eleitorais que resultaram em 39 detenções no período de 24 de agosto a 6 de outubro. No dia 18 de outubro, Elvino Dias, advogado do PODEMOS e um dos assessores de Mondlane, foi morto a tiro no seu carro, juntamente com o porta-voz do partido, Paulo Guambe, por atacantes não identificados em Maputo. Na época de sua morte, Dias estava se preparando para apresentar um caso ao tribunal constitucional contestando o resultado. Mondlane acusou as forças de segurança, enquanto a UE, a União Africana, os Estados Unidos e Portugal condenaram os assassinatos. Em 21 de outubro, a polícia disparou gás lacrimogêneo contra Mondlane enquanto ele dava entrevistas no local dos assassinatos de Dias e Guambe. Mondlane disse que a polícia tentou impedi-lo de sair para participar dos protestos. Também eclodiram protestos em Maputo, Beira, Nampula e na província de Gaza no mesmo dia, como parte da greve convocada por Mondlane, resultando na prisão de seis pessoas e ferimentos em 16 pessoas, incluindo dois jornalistas.
Em 23 de Outubro, os observadores da União Europeia divulgaram uma declaração de que o governo realizou “alterações injustificadas” e que os resultados das eleições foram manipulados a favor da FRELIMO, enquanto o Departamento de Estado dos EUA exigiu uma investigação e rejeitou a violência política. Além disso, a Conferência Episcopal de Moçambique apelou aos responsáveis eleitorais para não "certificarem uma mentira", com o Arcebispo Inácio Saure a dizer que certificar Chapo como vencedor era uma "mentira" e uma "fraude", ao mesmo tempo que dizia que "Moçambique não deve regressar à violência".
Em 25 de outubro, tumultos eclodiram em todo o país depois do governo anunciar que Chapo venceu e fechou a passagem de fronteira com a África do Sul em Ressano Garcia. Barreiras improvisadas bloquearam as principais estradas em Maputo, com os manifestantes alegando que "não têm nada a perder" devido à péssima situação econômica do país desde que a TotalEnergies SE atrasou a construção de uma usina de gás natural de 20 mil milhões de dólares devido à insurgência em Cabo Delgado. Mondlane declarou numa transmissão ao vivo que os resultados eleitorais de 71% para Chapo eram "totalmente absurdos" e que "A revolução chegou... Chegou a hora." Durante esses tumultos, as forças de segurança moçambicanas mataram pelo menos 11 manifestantes e usaram munição real e gás lacrimogêneo para dispersar a multidão, o que foi recebido com fortes críticas da Human Rights Watch. Além disso, mais 50 pessoas ficaram feridas e mais de 400 manifestantes foram presos num período de dois dias, de 24 a 25 de outubro.
Em 27 de outubro, o PODEMOS apresentou formalmente um recurso ao Conselho Constitucional contra os resultados. Em 28 de outubro, Mondlane apelou à formação de um “Governo de Unidade Nacional” rival, constituído por todos os partidos da oposição, para formar uma frente unida contra a FRELIMO.
Em 25 de Novembro, o Conselho Constitucional (CC) emitiu um comunicado afirmando que os resultados oficiais seriam divulgado pelo dia 23 de Dezembro, perto da data limite de 20 dias antes da primeira sessão da nova Assembleia da República. No mesmo comunicado o CC denuncia as pressões e ameaças a que tem sido sujeito e que reflectiam omomento atual de alarme socia e de grande expectativa da sociedade.
O Conselho Constitucional anunciou os resultados oficiais em 23 de Dezembro através do Acórdão n.º 24/CC/2024. As percentagens atribuídas ao Partido Frelimo e aos seus candidatos registaram uma diminuição em relação aos resultados emitidos pela Comissão Nacional de Eleições em 24 de Outubro e um aumento doa outros partidos e seus candidatos. Os resultados foram rejeitados pelos partidos da oposição.
A contestação aos resultados conduziu a uma onda de violência que se iniciou na noite do próprio dia 23 de Dezembro, levando à destruição de bens e infraestruturas públicas e privadas.